# Dimeria gracilis
Dimeria gracilis är en gräsart som beskrevs av Christian Gottfried Daniel Nees von Esenbeck och Ernst Gottlieb von Steudel. Dimeria gracilis ingår i släktet Dimeria och familjen gräs. Inga underarter finns listade i Catalogue of Life.